# Kärleksbrevet
Kärleksbrevet är en oljemålning av Johannes Vermeer från 1669–70.

## Beskrivning av målningen
Målningen visare en jungfru som överlämnar ett brev till en ung kvinna, som sitter på en stol med en cister i knät.
Målningen har ett djupt perspektiv och en dörröppning och ett draperi i förgrunden ger betraktaren en känsla av att iakttaga en privat händelse. Djupet förstärks av de diagonala linjerna i de svart-vita golvkaklen.
Målningen innehåller ett flertal objekt, vilka lett till många tolkningar av dess symboliska innehåll. Att kvinnan mottagit ett kärleksbrev, antyds till exempel av att hon har just en form av luta i handen och att det står ett par tofflor i förgrunden.
På väggen bakom de två kvinnorna hänger två målningar. Den lägre hängande tavlan avbildar ett stormande hav, ytterligare en symbol för häftig kärlek. Den högre hängande målningen är en landskapsmålning, där en person vandrar i sandig väg, möjligen en referens till den man som skrivit brevet. 

## Proveniens
Målningens tidiga ägare är inte kända. Den ägdes i början av 1800-talet av köpmannen Pieter van Lennep i Amsterdam (1780–1850), möjligen från hans hustru Margareta Cornelia Kops (1788–1825), som var arvtagerska i en konstsamlarfamilj. Därefter ägdes den av släktingar till honom under resten av 1800-talet. Den såldes officiellt på auktion i Amsterdam 1892 till Föreningen Rembrandt i Amsterdam, men hade i själva verket sålts redan tre dagar dessförinnan direkt till föreningen av en av arvingarna. Kärleksbrevet köptes 1893 av nederländska staten genom Rijksmuseum i Amsterdam.